# Lormes
Lormes este o comună în departamentul Nièvre din centrul Franței. În 2009 avea o populație de 1.361 de locuitori.

## Evoluția populației
| An        | 1975  | 1982  | 1990  | 1999  | 2006  | 2009  |
| --------- | ----- | ----- | ----- | ----- | ----- | ----- |
| Populație | 1.558 | 1.559 | 1.464 | 1.398 | 1.351 | 1.361 |